# Waterhouse River
Der Waterhouse River ist ein Fluss im Norden des australischen Northern Territory.

## Geografie

### Flusslauf
Der Fluss entspringt auf dem Arnhem Land Plateau im Südwesten des Arnhemlandes und fließt nach Süden. Östlich von Mataranka, im Elsey-Nationalpark verbindet er sich mit dem Roper Creek zum Roper River.

### Nebenflüsse mit Mündungshöhen
Der Waterhouse River hat folgende Nebenflüsse:
- Waterhouse River (West Branch) – 152 m